# NGC 5827
NGC 5827 في الفهرس العام الجديد، هي مجرة، تقع في كوكبة العواء. اكتشفت في 8 يونيو 1880 بواسطة إدوارد ستيفان.

## روابط خارجية
- NGC 5827 على موقع ويكي سكاي: DSS2, SDSS, GALEX, IRAS, Hydrogen α, X-Ray, Astrophoto, Sky Map, Articles and images